# Edicola con zoccolo
Edicola con zoccolo è un affresco rinvenuto nella villa di Agrippa Postumo di Pompei e custodito all'interno del Museo archeologico nazionale di Napoli.

## Storia
L'affresco venne dipinto presumibilmente intorno all'11 a.C. e decorava uno dei cubicoli posti tra il peristilio e la terrazza con vista panoramica della zona residenziale della villa di Agrippa Postumo, una dimora posta nell'area suburbana di Pompei, nell'odierna Boscotrecase, sepolta dall'eruzione del Vesuvio del 79.
L'affresco venne ritrovato tra il 1903 e il 1906, staccato dalla sua collocazione originale e venduto al Museo archeologico nazionale di Napoli.

## Descrizione
L'affresco, in terzo stile, è lo zoccolo e il pannello centrale della parete est della cosiddetta stanza rossa: la zoccolatura è in nero, decorata con elementi floreali. Segue un ampio rettangolo rosso che divise la zoccolatura dal pannello: questo è a fondo bianco e raffigura un paesaggio idillico sacrale.
Al centro della scena è un tempio a base circolare con un muro e una colonna da cui pendono vasi, scudi e pinax: nel cortile della struttura sacra si trova una sacerdotessa con capo coronato seguita da una schiava; alle spalle del tempio è un albero con appesi diversi oggetti tra uno non chiaramente identificato che potrebbe essere o un copricapo o uno scudo umbonato. Poggiato al tempio è un viandante con un bastone e dinanzi a lui un cane che gli tende la zampa; sulla destra un tripode in bronzo con accanto un viandante, sulla sinistra è un tavolino. Sullo sfondo, a destra, è un colonnato che termina con una torre e si intravedono due donne, mentre a sinistra un gruppo di edifici, tra cui un colonnato e una torre, preceduti da un viandante. Il basso a destra è un graffito che riporta il nome di Sabinus, forse l'autore dell'affresco.